# Peripa simplex
Peripa simplex is een hooiwagen uit de familie Cranaidae.